# 康朗甩
康朗甩（1913年—2006年），原名岩甩，男，傣族，云南景洪人，中国民间歌手、诗人，中国文学艺术界联合会全国委员会委员。